# Abbotsford (Brits-Columbia)
Abbotsford is een stad in Canada in de provincie Brits-Columbia.
Abbotsford telde in 2006 bij de volkstelling 123.864 inwoners. In 2021 telde de stad 153.524 inwoners.
De stad grenst in het westen aan de gemeente Langley en in het zuiden aan het Amerikaanse Whatcom County. Het is de thuisbasis van de University of the Fraser Valley en huisvest een internationale luchthaven.

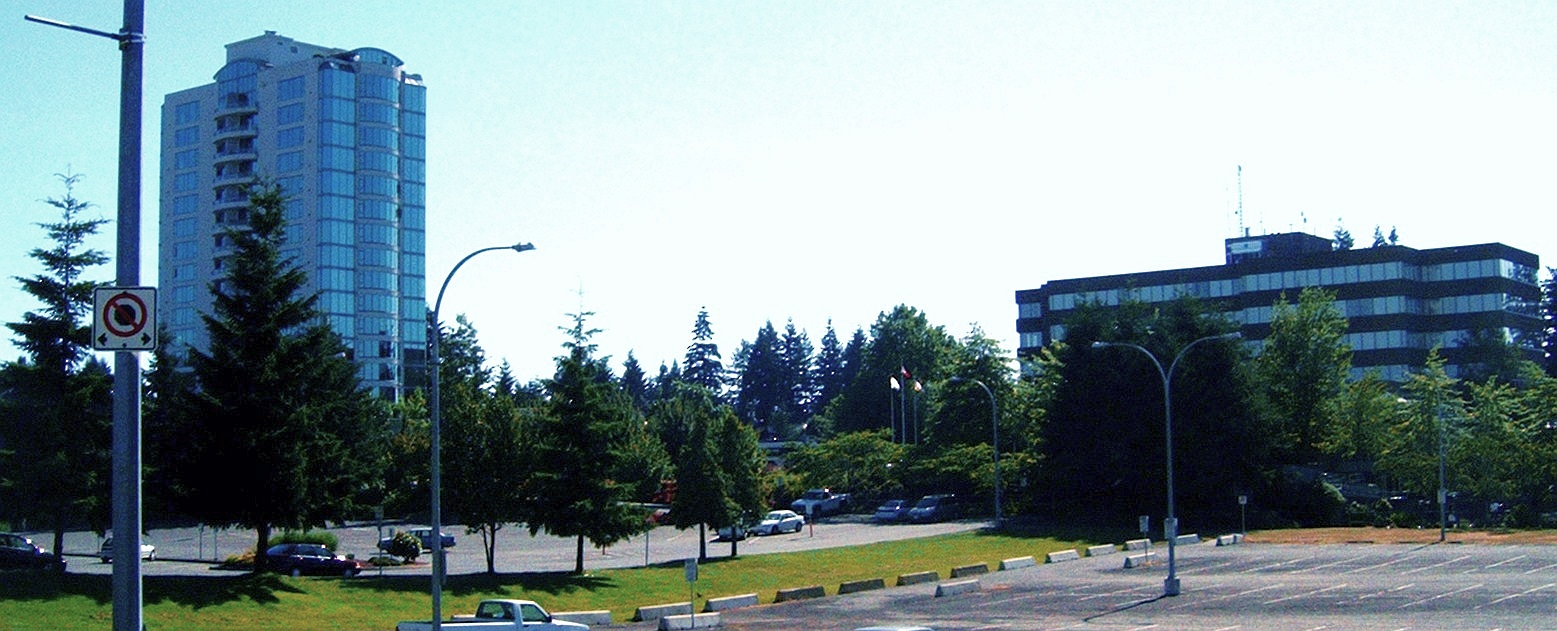
Stadhuis van Abbotsford

## Geboren
- KallMeKris (1996), Youtuber en Tiktokker